# UCIワールドツアー2017
UCIワールドツアー2017（UCI World Tour 2017）は、UCIワールドツアーの2017年におけるシリーズ全38戦。下位カテゴリーから10レースが昇格したほか、新たに中国でのレースツアー・オブ・広西が加わり全27戦だった2016年から大幅にレース数が増やされた。ただし、昇格レースの一つツアー・オブ・カタールは財政難からこの年の開催が見送られたため、実施的に全37戦となる。

## 参加チーム
- AG2R・ラ・モンディアル (ALM)  フランス
- アスタナ (AST)  カザフスタン
- バーレーン・メリダ (TBM)  バーレーン
- BMC・レーシングチーム (BMC)  アメリカ合衆国
- ボーラ＝ハンスグローエ (BOH)  ドイツ
- キャノンデール・ドラパック・プロサイクリング・チーム (CDT)  アメリカ合衆国
- FDJ (FDJ)  フランス
- ロット・ソウダル (LTS)  ベルギー
- モビスター・チーム (MOV)  スペイン
- オリカ・スコット (ORS)  オーストラリア
- クイックステップ・フロアーズ (QST)  ベルギー
- チーム・ディメンションデータ (DDD)  南アフリカ共和国
- チーム・カチューシャ・アルペシン (KAT)  スイス
- チーム・ロットNL・ユンボ (TLJ)  オランダ
- チームスカイ (SKY)  イギリス
- チーム・サンウェブ (SUN)  ドイツ
- トレック・セガフレード (TFS)  アメリカ合衆国
- UAE チーム・エミレーツ (UAD)  アラブ首長国連邦

## 日程
| 日程             | レース名                                                             | 優勝者                           | 国籍             | 所属チーム                   |
| ---------------- | -------------------------------------------------------------------- | -------------------------------- | ---------------- | ---------------------------- |
| 1月17日〜22日    | ツアー・ダウンアンダー                                               | リッチー・ポート                 | オーストラリア   | BMC・レーシングチーム        |
| 1月29日          | カデル・エヴァンス・グレートオーシャン・ロードレース                 | ニキアス・アルント               | ドイツ           | チーム・サンウェブ           |
| 2月6日〜10日     | ツアー・オブ・カタール                                               | 中止                             |                  |                              |
| 2月25日          | オムロープ・ヘット・ニウスブラット                                   | フレフ・ファン・アヴェルマート   | ベルギー         | BMC・レーシングチーム        |
| 2月23日〜26日    | アブダビ・ツアー                                                     | ルイ・コスタ                     | ポルトガル       | UAE チーム・エミレーツ       |
| 3月4日           | ストラーデ・ビアンケ                                                 | ミハウ・クフャトコフスキ         | ポーランド       | チームスカイ                 |
| 3月5日〜12日     | パリ〜ニース                                                         | セルヒオ・エナオ                 | コロンビア       | チームスカイ                 |
| 3月8日〜14日     | ティレーノ〜アドリアティコ                                           | ナイロ・キンタナ                 | コロンビア       | モビスター・チーム           |
| 3月18日          | ミラノ〜サンレモ                                                     | ミハウ・クフャトコフスキ         | ポーランド       | チームスカイ                 |
| 3月22日          | ドワルス・ドール・フラーンデレン                                     | イヴ・ランパールト               | ベルギー         | クイックステップ・フロアーズ |
| 3月24日          | E3・ハレルベーク                                                     | フレフ・ファン・アヴェルマート   | ベルギー         | BMC・レーシングチーム        |
| 3月20日〜26日    | カタルーニャ一周                                                     | アレハンドロ・バルベルデ         | スペイン         | モビスター・チーム           |
| 3月26日          | ヘント〜ウェヴェルヘム                                               | フレフ・ファン・アヴェルマート   | ベルギー         | BMC・レーシングチーム        |
| 4月2日           | ロンド・ファン・フラーンデレン                                       | フィリップ・ジルベール           | ベルギー         | クイックステップ・フロアーズ |
| 4月3日〜8日      | バスク一周                                                           | アレハンドロ・バルベルデ         | スペイン         | モビスター・チーム           |
| 4月9日           | パリ〜ルーベ                                                         | フレフ・ファン・アーヴェルマート | ベルギー         | BMC・レーシングチーム        |
| 4月16日          | アムステルゴールドレース                                             | フィリップ・ジルベール           | ベルギー         | クイックステップ・フロアーズ |
| 4月19日          | フレッシュ・ワロンヌ                                                 | アレハンドロ・バルベルデ         | スペイン         | モビスター・チーム           |
| 4月23日          | リエージュ〜バストーニュ〜リエージュ                                 | アレハンドロ・バルベルデ         | スペイン         | モビスター・チーム           |
| 4月25日〜30日    | ツール・ド・ロマンディ                                               | リッチー・ポート                 | オーストラリア   | BMC・レーシングチーム        |
| 5月1日           | ルント・ウム・デン・フィナンツプラッツ・エシュボルン＝フランクフルト | アレクサンダー・クリストフ       | ノルウェー       | カチューシャ・アルペシン     |
| 5月14日〜21日    | ツアー・オブ・カリフォルニア                                         | ジョージ・ベネット               | ニュージーランド | チーム・ロットNL・ユンボ     |
| 5月5日〜28日     | ジロ・デ・イタリア                                                   | トム・デュムラン                 | オランダ         | チーム・サンウェブ           |
| 6月4日〜11日     | クリテリウム・デュ・ドフィネ                                         | ヤコブ・フルサング               | デンマーク       | アスタナ・プロチーム         |
| 6月10日〜18日    | ツール・ド・スイス                                                   | シモン・シュピラック             | スロベニア       | カチューシャ・アルペシン     |
| 7月1日〜23日     | ツール・ド・フランス                                                 | クリス・フルーム                 | イギリス         | チーム・スカイ               |
| 7月29日〜8月4日  | ツール・ド・ポローニュ                                               | ディラン・トゥーンス             | ベルギー         | BMC・レーシングチーム        |
| 7月29日          | クラシカ・サンセバスティアン                                         | ミハウ・クフャトコフスキ         | ポーランド       | チーム・スカイ               |
| 7月30日          | ロンドン＝サリー・クラシック                                         | アレクサンダー・クリストフ       | ノルウェー       | カチューシャ・アルペシン     |
| 8月7日〜13日     | ビンクバンク・ツアー                                                 | トム・デュムラン                 | オランダ         | チーム・サンウェブ           |
| 8月19日〜9月10日 | ブエルタ・ア・エスパーニャ                                           | クリス・フルーム                 | イギリス         | チーム・スカイ               |
| 8月20日          | ユーロアイズ・サイクラシックス                                       | エリア・ヴィヴィアーニ           | イタリア         | チーム・スカイ               |
| 8月27日          | ブルターニュ・クラシック                                             | エリア・ヴィヴィアーニ           | イタリア         | チーム・スカイ               |
| 9月8日           | グランプリ・シクリスト・ド・ケベック                                 | ペーター・サガン                 | スロバキア       | ボーラ＝ハンスグローエ       |
| 9月10日          | グランプリ・シクリスト・ド・モンレアル                               | ディエゴ・ウリッシ               | イタリア         | UAE チーム・エミレーツ       |
| 10月7日          | ジロ・ディ・ロンバルディア                                           | ヴィンチェンツォ・ニバリ         | イタリア         | バーレーン・メリダ           |
| 10月10日〜15日   | ツアー・オブ・ターキー                                               | ディエゴ・ウリッシ               | イタリア         | UAE チーム・エミレーツ       |
| 10月19日〜24日   | ツアー・オブ・広西                                                   | ティム・ウェレンス               | ベルギー         | ロット・ソウダル             |

## 最終成績

### 個人
| 順位 | 選手名                                 | チーム                 | 獲得ポイント |
| ---- | -------------------------------------- | ---------------------- | ------------ |
| 1    | フレフ・ヴァン・アーヴェルマート (BEL) | BMC・レーシングチーム  | 3582         |
| 2    | クリス・フルーム (GBR)                 | チーム・スカイ         | 3452         |
| 3    | トム・デュムラン (NED)                 | チーム・サンウェブ     | 2545         |
| 4    | ペーター・サガン (SVK)                 | ボーラ・ハンスグローエ | 2544         |
| 5    | ヴィンチェンツォ・ニバリ (ITA)         | バーレーン・メリダ     | 2196         |